# Alysia pyrenaea
Alysia pyrenaea är en stekelart som beskrevs av Marshall 1894. Alysia pyrenaea ingår i släktet Alysia och familjen bracksteklar. Inga underarter finns listade i Catalogue of Life.